# Nymphozoon cinderella
Nymphozoon cinderella — вид війчастих плоских червів родини Pseudocerotidae. Описаний у 2024 році.

## Поширення
Поширений біля узбережжя Японії.

## Опис
Nymphozoon cinderella характеризується наявністю псевдощупальців квадратної форми з широкими чорними краями та білими кінчиками, тьмяно-сірого або коричневого забарвлення спини, вузької лінії від коричневого до чорного кольору, що оточує периферію тіла, і широкої сіруватої середньої смуги на спині, облямованої лінією від коричневого до чорного кольору.